# Breiðaskarðshnúkur
Breiðaskarðshnúkur är en bergstopp i republiken Island. Den ligger i regionen Västfjordarna, 250 km norr om huvudstaden Reykjavík. Toppen på Breiðaskarðshnúkur är 709 meter över havet.
Trakten runt Breiðaskarðshnúkur är nära nog obefolkad, med mindre än två invånare per kvadratkilometer. Det finns inga samhällen i närheten. Trakten runt Breiðaskarðshnúkur är permanent täckt av is och snö.